# Бойко Величков
Бойко Петров Величков е бивш български футболист, полузащитник и нападател, треньор. Бил е наставник два пъти на елитния тим ПОФК Ботев (Враца), ПФК Чавдар (Бяла Слатина), ПФК Локомотив (Мездра). Собственик е на Футболна академия „Бойко Величков“.

## Професионална кариера
Юноша на ЦСКА, дебютира в професионалния футбол за Рилски спортист през 1993г. В Чардафон Габрово е през 1994/1995. През лятото на 1995 се завръща в ЦСКА, като записва 16 мача и 3 гола за армейците. В началото на 1996 преминава в Литекс Ловеч, а през лятото отива в Левски София. След това играе последователно във Велбъжд Кюстендил от 1997 до 1998, в Спартак Варна от 1998 до 1999, във Велбъжд Кюстендил отново от 1999 до 2001, в Локомотив София от 2001 до 2003, в немския Рот Вайс Оберхаузен от 2003 до 2005, в гръцкия Илисиакос от 2005 до 2006, в Черно море Варна от 2006 до 2007, в Спартак Варна от 2007 до 2008 където приключва кариерата.
След приключване на състезателната си кариера става треньор  като първоначално е асистент във Вихрен Сандански от 2009 до 2010, а в последствие е старши треньор на Чавдар Бяла Слатина от есента на 2010 до пролетта на 2011, на Локомотив Мездра през 2012. В периода 2012 до 2013 е спортен директор в Локомотив София. Старши треньор на Ботев Враца от 2013 до 2014, а след това и през 2016. През 2013 създава собствена школа за футбол в София, носеща неговото име, а от 2018 има и футболен отбор към нея. На 7 юни 2024 става спортен директор на Пирин Благоевград. В края на февруари 2025 подава оставка, която не е приета. Остава в тима до края на май 2025, когато изтича договора му. На 11 август 2025 се завръща в ЦСКА на поста спортен директор.